# Goujon (poisson)
Gobio gobio
Pour les articles homonymes, voir Goujon.
Espèce
Statut de conservation UICN

 LC  : Préoccupation mineure
Le goujon (Gobio gobio), appelé également par précision goujon commun, est une espèce de petits poissons d'eau douce, autrefois très commune, qui vit en Europe. C'est un poisson très sensible à la pollution de l'eau, ce qui le fait considérer comme un des bioindicateurs de la qualité de l'eau.

## Taxonomie
Une révision taxonomique du genre Gobio a conclu en 2005 à la reconnaissance en France de trois nouvelles espèces :
- Goujon d’Auvergne (Gobio alverniae)
- Gobio occitaniae
- Gobio lozanoi

et deux nouvelles espèces ont été décrites (2006) en Anatolie, en plus des huit déjà connues dans le Paléarctique occidental :
- G. battalgilae (trouvé dans les réseaux de lacs de l'Anatolie centrale[1]) ;
- G. maeandricus (trouvé dans la partie amont de la rivière Büyük Menderes, grand méandre, dans le bassin de la mer Égée).

## Origine du nom et synonymes
Son nom vernaculaire provient du latin gobius-gobii devenu gobio-gobionis, cf. grec kobios. Pour certains, ce mot serait d'origine gauloise et tôt adopté en latin (Columelle, Pline, Juvénal, Martial, Ier siècle). 
Très populaire, il est également appelé gouvin, gouvion, couvions (mots de la même racine que gobio), grasse, moustachu, trégan et trégou (du gaulois trucanto), ou encore touret ou gobi. Ce dernier nom peut porter à confusion avec les gobies, poissons de mer, mais le provençal gòbi désigne indistinctement les deux espèces.

## Description

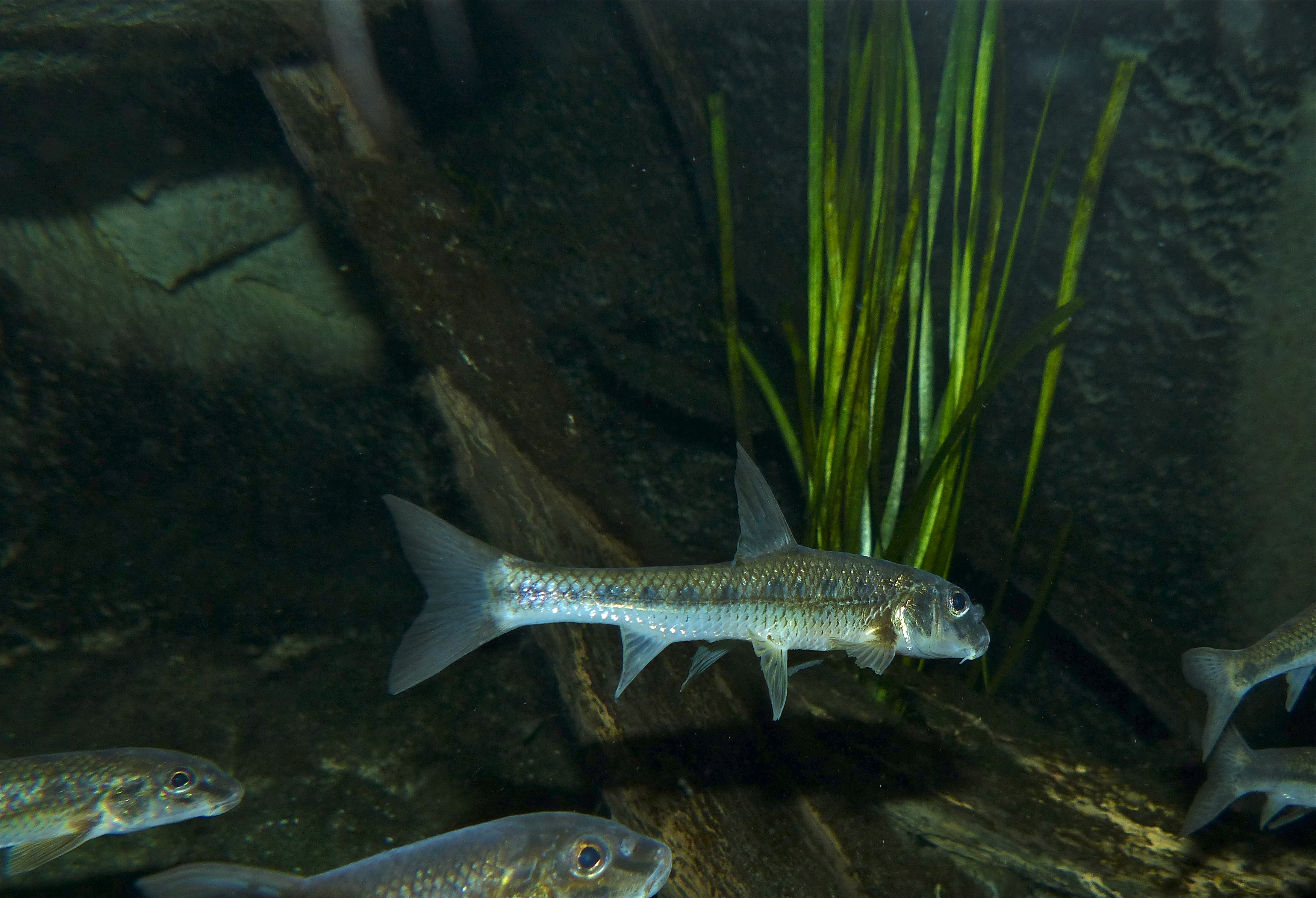
Goujon (Gobio gobio) (Aquarium du Val-de-Loire, Lussault-sur-Loire, Indre-et-Loire, France).

Son corps allongé (15 cm pour un poids d'une trentaine de grammes) n'est pas aplati latéralement comme chez beaucoup de cyprinidés, il présente au contraire une section presque ronde. Sa nageoire caudale est fourchue.

## Habitat
Dans les eaux claires et rapides et les fonds sableux ou limoneux, et dans les lacs non-pollués. Il apprécie aussi les endroits riches en matières organiques et les rives peu profondes.

## Mode de vie
C'est un poisson de fond grégaire qui aime vivre en banc d'une centaine d'individus.

## Alimentation
C'est un poisson fouilleur qui explore le fond grâce à deux barbillons (filaments tactiles) placés de chaque côté de la bouche.
C'est une espèce relativement opportuniste, qui se nourrit de petits mollusques, de larves d'insectes, vers, zooplanctons, crustacés (gammares, aselles) ainsi que de débris végétaux.
Il mord au ver et autres petits invertébrés ainsi qu'à la plupart des appâts conventionnels comme le maïs, la fécule de blé, la mie de pain…

## Reproduction
Le goujon pond de mai à juin, dans les courants forts et parmi les pierres et la végétation. À cette période, la tête du goujon mâle devient rugueuse et s'orne de petites excroissances (les tubercules nuptiaux). La femelle pond environ 2 000 œufs qui éclosent après 2 à 3 semaines.

## Écologie
Ce goujon récemment introduit en Italie à partir du Danube est entré en concurrence avec l'espèce endémique italienne Gobio benacensis (elle-même initialement Padano-Venitienne, puis introduite dans d'autres régions d'Italie centrale) qui est aujourd'hui menacée et que certains auteurs craignent de voir disparaître en raison de cette concurrence, au moins dans le nord de l'Italie.

## Risques sanitaires, écotoxicologie
Parce que s'alimentant principalement au niveau du sédiment, dans une eau potentiellement polluée, le goujon fait partie des poissons reconnus comme faiblement bioaccumulateurs. Pour cette raison (propension à bioconcentrer les métaux lourds, certains métalloïdes ou des polluants peu biodégradables tels que les PCB, furanes ou dioxines), il peut dans certains milieux aquatiques pollués être provisoirement ou durablement interdit de pêche, de détention et de toute commercialisation.